# Fábrica Tesla de Nueva York
La Gigafábrica 2 de Tesla es una fábrica de paneles solares alquilada por Tesla en Búfalo, Nueva York, Estados Unidos. La fábrica es propiedad del Estado de Nueva York y fue construida en los terrenos de una antigua acería entre 2014 y 2017.
En 2013 los terrenos de la Gigafábrica 2 fueron planificados como un centro de incubación de negocios de energía limpia. SolarCity adquirió Silevo en 2014 y se fusionó con Tesla dos años después. En asociación con Panasonic la fábrica comenzó fabricando módulos fotovoltaicos en 2017 usando células fotovoltaicas importadas de Japón. Empezó su producción comercial de módulos en 2017. En 2018 SolarCity comenzó a fabricar células solares individuales.
Tras el inicio de la Gigafábrica 1 de Tesla cerca de Reno, Nevada en 2016, Tesla comenzó a referirse a la Gigafábrica SolarCity como Gigafábrica 2.

## Historia

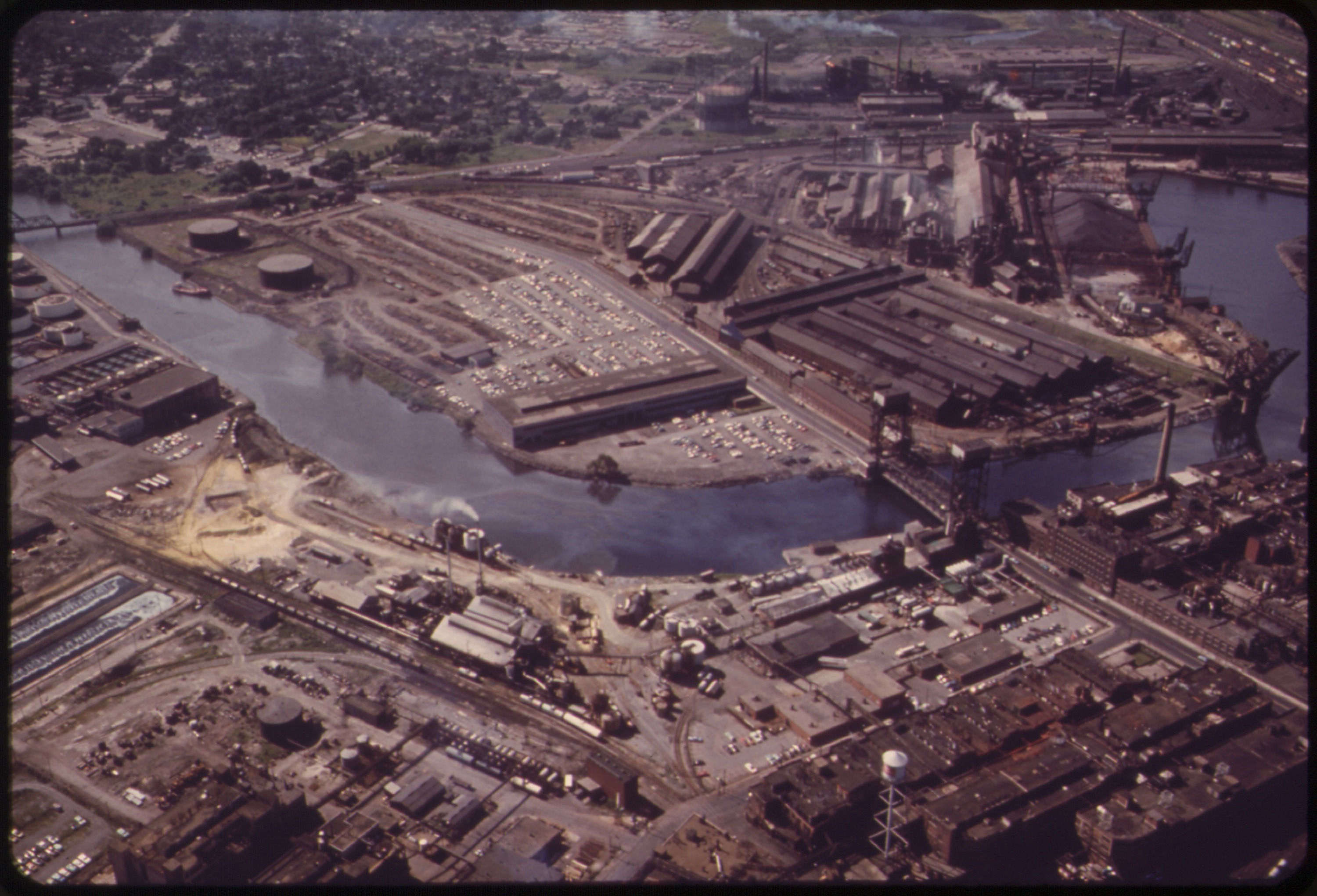
Acería Republic Steel que ocupó el terreno antes de Tesla

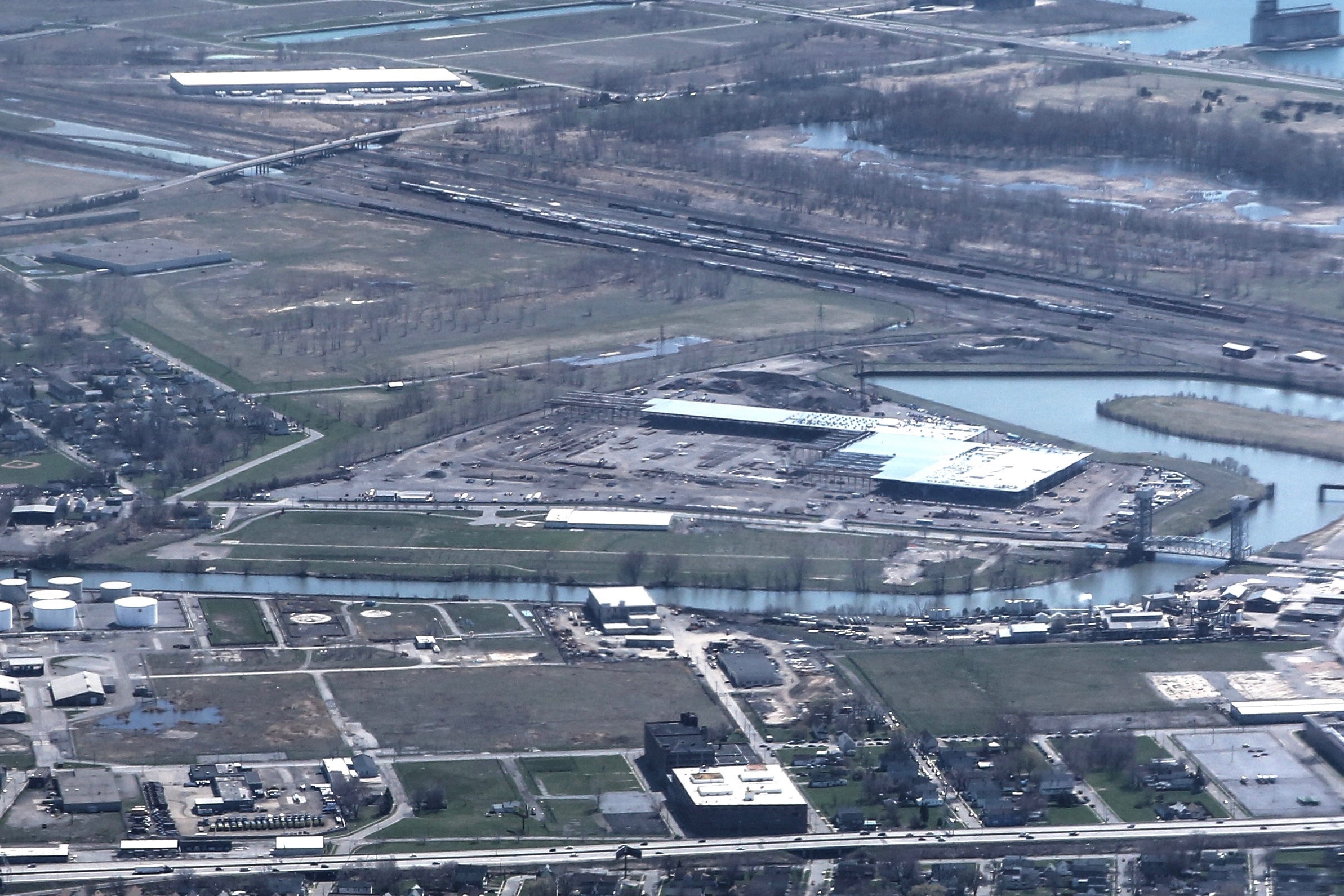
Gigafábrica 2 en construcción en 2015

### Antecedentes
Republic Steel y Donner Hanna Coke operaban una acería junto al río Búfalo en Nueva York en unos terrenos de 35,6 hectáreas desde principios del siglo XX hasta su cierre en 1984. Como respuesta a la desindustrialización regional el Estado de Nueva York creó el paquete de estímulo economíco conocido como Buffalo Billion, con un importe de 1000 millones de USD para inversiones económicas en la zona de Búfalo.
En 2013 el gobernador Cuomo anunció el Buffalo High-Tech Manufacturing Hub en Riverbend como un centro de incubación de negocios de energías limpias en los terrenos de la antigua Republic Steel que sería financiado con 225 millones de USD del fondo Buffalo Billion.
Entonces dos compañías quedaron como inquilinas: la fabricante de luminarias SORAA y el fabricante de paneles solares Silevo, que prometió 475 empleos.
La construcción fue gestionada por los SUNY Poly Colleges of Nanoscale Science and Engineering, ahora SUNY Polytechnic Institute.
En 2014 SolarCity anunció sus planes para adquirir Silevo por 200 millones de USD y posteriormente escaló sus planes para la Gigafábrica de Búfalo. La compañía planeó 3000 empleos en Búfalo y 5000 en todo el estado y una actividad de 5000 millones de USD. Abandonó el centro de diseño e investigación para ir a la fábrica de 11,1 hectáreas. El estado aumentó los incentivos hasta 750 millones de USD.

### Construcción y producción
La construcción se inició en septiembre de 2014 y se completó a finales de 2016. En 2017 se terminó de instalar el equipamiento. En agosto de 2017 comenzó la producción de tejas solares y paneles solares.
En enero de 2018 Tesla anunció que iniciaba la instalación de las tejas solares Tesla tras las pruebas realizadas en tejados de empleados.

## Objetivos

Tejado Solar Tesla producido en la Gigafábrica 2

Antes de que Tesla y Panasonic comenzaran su asociación en Búfalo, Panasonic ya tenía una experiencia de 30 años en la fabricación de paneles solares fotovoltaicos.
SolarCity incorporó el proceso de fabricación de Silevo. Esto le permitió a Tesla externalizar la producción y reducir el peso de su deuda.
La tecnología usada incorporaba nanotecnolgía, un sector emergente en el estado de Nueva York en el que varias universidades como SUNY Poly y Erie Community College habían desarrollado investigación y programas específicos para el empleo en la Gigafábrica.
La instalación también saca provecho de los incentivos y espacio en alquiler del Estado de Nueva York. Elon Musk sugirió que la compañía de paneles solares podría ser de ayuda en crisis humanas, como la de reconstrucción de la red eléctrica en Puerto Rico tras el huracán María.
En 2015, Lyndon Rive, entonces CEO de SolarCity, afirmó que la nueva instalación sería clave para crear un mercado de fabricación de energía limpia, añadiendo que la expansión no sería posible en la planta de Riverbend, sino más bien en las zonas adyacentes.
En 2018 la Gigafábrica tenía capacidad para 10 000 paneles solares al día, equivalentes a un gigawatio al año.

## Operaciones
En 2017 la fábrica comenzó la producción de células solares y el ensamblado de módulos fotovoltaicos para paneles solares.
En 2018 empezó a fabricar tejas solares para el Tejado Solar Tesla.
En noviembre de 2018 la fábrica empleaba más de 800 personas.

## Críticas
El proyecto afrontó críticas y acciones legales por alegaciones de promesas de empleos infladas, sobrecostes, retrasos de construcción, manipulación de ofertas y sobre la salud financiera de SolarCity y Tesla.